# Matthias Holmerus
Matthias Holmerus var Sveriges förste  stilgjutare. 
Han anställdes av Peter Momma 1739 att förestå det första stilgjuteriet i Sverige. Han förestod detta till 1750. Hans utbildning i Holland hade bekostats av Peter Momma.